# 吴祖强
吴祖强（1927年7月24日—2022年3月14日），男，北京人，中国当代作曲家，曾任中国音乐家协会名譽主席、副主席、中国文联副主席。
吴祖强曾与杜鸣心等合作创作了《鱼美人》、《红色娘子军》等芭蕾舞剧音乐，与刘德海合作了琵琶协奏曲《草原英雄小姐妹》。吴祖强的音乐融合了西欧、俄罗斯的古典乐传统和中国民乐特色。著有《曲式与作品分析》。

## 生平
1927年7月24日出生于北京东城南池子葡萄园的吴家宅院。父亲吴瀛在市政都办公署任市府秘书长。他是家中的第六个孩子，大哥为吴祖光、二哥为吴祖康，而第三、第四和第五个男孩都已夭折，七弟为吴祖昌。他在幼年受盛家伦、张定和影响决定学习音乐。
1947年考入南京国立音乐院（现中央音乐学院）理论作曲系，师从江定仙。1952年毕业后赴苏联留学，入莫斯科国立柴科夫斯基音乐学院理论作曲系学习。1958年回国后在中央音乐学院作曲系担任助教、讲师、副教授、教授等职务。
四人帮倒台后，于1978年任母校中央音乐学院副院长，1982年任院长。此外，他还在1979年成为中国音乐家协会常务理事，1985年成为协会副主席，1986年成为中国文联党组书记，1989成为文联执行副主席，1996年成为中国文联副主席，2007年国家大剧院落成后受聘为国家大剧院艺术委员会主任。他是第七、八、九、十、十一届全国委员会常务委员。
2022年3月14日于北京去世。

## 出版物

### 书籍
- 吴祖强. . 中央音乐学院出版社. 2007年4月. ISBN 9787810962117.
- 吴祖强. . 人民音乐出版社. 2003年6月. ISBN 9787103027196.
- 吴祖强; 杜鸣心. . 人民音乐出版社. 1982年7月. ISBN 9787103013533.

### 期刊文章
- 吴祖强. . 人民音乐(评论版). 2012, (4). doi:10.3969/j.issn.0447-6573.2012.04.008.
- 吴祖强. . 人民音乐(评论版). 2009, (7). doi:10.3969/j.issn.0447-6573.2009.07.026.
- 吴祖强; 单三娅. . 中国图书评论. 2003, (9): 4-6. ISSN 1002-235X. doi:10.3969/j.issn.1002-235X.2003.09.001.
- 吴祖强. . 文明. 2009, (7): 8-9. ISSN 1671-5241.
- 吴祖强. . 中外文化交流. 1994, (2): 4. ISSN 1004-5007.